# Drugi balkanski rat
Drugi balkanski rat (29. lipnja – 10. kolovoza 1913.) vodio se između Bugarske te saveza Grčke i Srbije, kojima su se priključili i Crna Gora, Rumunjska i Turska zbog nezadovoljstva podjelom osvojenih teritorija iz Prvog balkanskog rata.

## Uzrok i početak rata
Nakon protjerivanja Turaka iz Makedonije, Srbija, Grčka i Bugarska su nastojale zadržati osvojena područja pod svojom vlasti. Dok je pitanje osvojenih teritorija u Makedoniji između Srbije i Bugarske bilo riješeno Tajnim dodatkom uz Ugovor o prijateljstvu i savezu, pitanje Makedonije između Grčke i Bugarske ostalo je otvoreno, pri čemu su iznevjerene želje makedonskog naroda. 
Nakon Londonskog mirovnog ugovora od 30. svibnja 1913., Srbija je ovladala zapadnom i središnjom Makedonijom, Kosovom, Metohijom i Sandžakom, Grčka je dobila južnu Makedoniju zajedno sa Solunom, Crna Gora je dobila dio Sandžaka i Metohije, a Bugarska područje Trakije do crte Enos – Midija i istočni dio Makedonije.
Nakon gubitka teritorija u Albaniji, time i izlaza na more, Srbija je tražila obnavljanje ugovora s Bugarskom, zbog pomoći na Jedrenima računajući na ustupke Bugarske u Makedoniji, tkz. spornoj zoni. Bugarska je smatrala da Srbiji, po ugovoru, pripada samo jedan dio Makedonije, dok je Srbija smatrala da joj pripada cijela Makedonija. 
Razdor između Grčke i Bugarske datira još s početka Prvog balkanskog rata, a posebice nakon grčkog osvajanja Soluna. Grčka je u nekoliko navrata pokušavala riješiti pitanje granica s Bugarskom koje je Bugarska odbila bez protuprijedloga.
Još tijekom Prvog balkanskog rata između Bugarske i Srbije je uspostavljena privremena crta razgraničenja teritorija, na koju su Bugari već 16. svibnja otpočeli dovlačiti svoje snage iz Trakije, a istovremeno je otpočela koncentrirati svoje snage i prema Grčkoj. Ti pokreti bugarskih snaga prinudili su uspostavljanje saveza između Grčke i Srbije protiv Bugarske, kojim je ujedno i riješeno pitanje i granica između te dvije zemlje u Makedoniji, pri čemu je Srbija dobila i pravo korištenja i luke Solun u sljedećih pedeset godina. Srbija i Grčka su odmah pokušale uključiti i druge zemlje u svoj savez, prije svega Rumunjsku, jer je i ona imala neriješena granična pitanja s Bugarskom. Iako je Rumunjska odbila stupiti u savez, objavila je da u slučaju sukoba neće ostati neutralna.
Rusiji, kojoj nije bilu u interesu razbijanje balkanskog saveza koji je predstavljao zapreku širenju Austro-Ugarske ka istoku, pokušala je bezuspješno u nekoliko navrata diplomatskim putom smanjiti napetosti između sukobljenih država. Tijekom diplomatskih aktivnosti, na crti razgraničenja je sve učestalije dolazilo do manjih sukoba i incidenata. Želeći staviti Rusiju pred svršen čin, bugarska je vojna klika odlučila spor riješiti oružanim sukobom. General S. Kovačev je 20. lipnja izdao zapovijed za pripremu za napad, pa je u noći 30. lipnja 1913. godine bugarska 4. armija izvršila napad na srpske snage na rijeci Bregalnici, a 2. armija napala grčke snage u području Soluna.

## Ratni i početni planovi

### Bugarski plan
Bugari su namjeravali iznenada, bez objave rata, brzim prodorom 4. i 2. armije odbaciti srpske snage prema Skopju a grčke južno od Soluna. Dalje su namjeravali nastaviti nastupanje prema jugu 1. i 3. armijom i na Vardarskoj bojišnici odlučiti rat. Plan sam po sebi je bio vrlo loš. Pogrešno je procijenjena uloga Rumunjske, podcijenjene su srpske i grčke snage a precijenjene vlastite snage, razvučena bojišnica, od Dunava do Egejskog mora, bez mogućnosti koncentracije snaga na Vardarskoj bojišnici.

### Srpski plan
Pod pritiskom Rusije na arbitražu i neprijateljskim držanjem Austro-Ugarske, kao i izjavom Rumunjske da će se pridružiti napadnutom, Srbija je svoj ratni plan gradila na čekanju. Plan je bio obrambenog svojstva - učvršćivanje položaja prema Bugarskoj i obrana teritorija iz 1912. godine. Nakon obrane bugarskog napada na Bregalnici, 3. armija je trebala u sudjelovanju s grčkim snagama prijeći u protunapad u području Štipa i opkoliti bugarske snage u dolini Strumice.

### Grčki plan
Grčki plan je bio obrana teritorija iz 1912. godine na položajima sjeverno i sjeveroistočno od Soluna a zatim prelazak u protunapad i u sudjelovanju sa srpskom vojskom opkoljavanje bugarskih snaga u dolini Strumice.

## Tijek rata

### Operacije na srpskoj bojišnici u Makedoniji
U noći između 29./30. lipnja 1913. godine, bugarska je 4. armija iznenada napala srpske snage na rijeci Bregalnici. Zahvaljujući snažnom otporu srpskih straža na Bregalnici, srpske snage su uspjele zaposjesti položaje i zadržati prodor bugarskih snaga. 1. srpska armija je prešla u protunapad i povratila dan ranije izgubljene teritorije. Zbog izgubljenog učinka iznenađenja i neuspjelog napada, Bugarska je pokušala sa svojim izaslanicima uspostaviti prekid neprijateljstva, što je sa srpske strane bilo odbijeno. Srbi su izvršili opći napad 9. srpnja, ali nisu došli u dodir s bugarskim snagama, koje su se već 7. srpnja povukle zbog nadiranja grčkih snaga s juga.

### Operacije na grčkoj bojišnici u Makedoniji
Nakon brzog i iznenadnog napada na grčke snage, 30. lipnja 1913. godine, bugarska 2. armija je zaposjela teritorije iza crte razgraničenja, rastjerala grčke i srpske snage ali pri tome nije uspjela se sjediniti sa snagama 4. bugarske armije koja je zaustavljena na srpskoj bojišnici. Budući da je 2. armija bila slaba, ona nije bila u mogućnosti održati zauzete teritorije, pa su grčke snage 2. srpnja izvršile protunapad nakon čega se 2. bugarska armija povukla na polazne položaje. U sljedeća dva dana su Grci nastavili s napredovanjem i uvjetovali povlačenje bugarske 2. armije prema Strumici. 9. srpnja 1913. godine, grčke snage su napale bugarske snage na planini Belasici i uspjele ih odbaciti preko rijeke Strumice i zaplijeniti bugarsko topništvo. Bugarske snage su se 11. srpnja povukle prema Stumu, a Grčka je zaustavila privremeno svoje napredovanje zbog reorganiziranja snaga i dostave ratnog materijala.

### Operacije na staroj srpsko-bugarskoj granici
Poslije poraza na Bregalnici, general Savov, kao pomoćnik vrhovnog zapovjednika i jedan od glavnih ratnih huškaša, je smijenjen i a njegovo mjesto postavljen general Dimitrijev, koji je, kako bi olakšao novonastalu situaciju u Makedoniji, 4. srpnja 1913. godine zapovjedio prodor 1. i 3. bugarske armije prema Timoku i zauzimanje grada Knjaževca i napad na Pirot.
S brojnijim snagama, bugarska armija je 5. srpnja izvršila napad na srpske snage i vrlo brzo ih protjerala prema Knjaževcu i 7. srpnja ušla u nebranjeni Knjaževac. Međutim, daljnje operacije bugarske vojske su morale biti prekinute zbog opasnosti napada rumunjskih snaga preko Dunava u pozadinu 1. bugarske armije, pa su se 9. srpnja snage povukle preko granice. Srpske snage su odmah zauzele napuštene položaje bugarskih snaga i tu se učvrstile.
Istovremeno su bugarske snage 5. srpnja i napale preko prevoja Sv. Nikola i ugrozile Pirot sa sjevera. Nakon teških borbi srpske snage su odbačene i 8. srpnja kad su Bugari već bili pred skoro Pirotom, a srpske snage se pripremale na povlačenje iz Pirota, bugarsko vrhovno zapovjedništvo zapovjedilo povlačenje bugarskih snaga zbog prelaska rumunjskih snaga preko Dunava.

### Ulazak Rumunjske u rat
Usprkos zahtjeva Austro-Ugarske da se ne miješa u rat, Rumunjska je već 3. srpnja pristupila mobilizaciji svojih snaga i 10. srpnja objavila rat Bugarskoj. Zbog svoje zauzetosti u ratu sa Srbima, bugarske snage su bile slabe tako da su rumunjske snage vrlo brzo prešle Dunav i nastupile prema Sofiji bez otpora bugarskih snaga i 25. srpnja izbile 5 kilometara istočno od Sofije. Pad Sofije je zaustavljen intervencijom njemačkog cara.

### Ulazak Turske u rat
Turska je uvidjela mogućnost u sukobu saveznika povratka izgubljenih teritorija tijekom Prvog balkanskog rata, pa su 13. srpnja turske snage pod zapovjedništvom Enver-paše prešle crtu Enos – Midija i rastjerale slabe bugarske snage a 22. srpnja zauzele Jedrene.

## Kraj rata
Pred napadima srpske i grčke vojske, a sa sjevera ugrožena nastupanjem Rumunjske i s juga nastupanjem Turske, Bugarska je bila prinuđena zatražiti primirje. Sve vojne operacije su zaustavljene 31. srpnja u podne, a mirovni ugovor je potpisan 10. kolovoza u Bukureštu, po kojem se Bugarska odrekla svih spornih teritorija u korist Srbije i Grčke. Turska je dobila Jedrene a Rumunjska područje Dobruže. Mirovni ugovori s Turskom su uspostavljeni: Bugarska 24. rujna 1913. u Carigradu; Grčka 14. rujna 1913. u Ateni i Srbija 14. ožujka 1914. u Carigradu.
Drugim balkanskim ratom je razbijen Balkanski savez i ojačan utjecaj Velikih sila na balkanske države. Makedonija je bila podijeljena između Srbije i Grčke.
- Granice Srbije nakon rata
- Granice Bugarske nakon rata
- Granice Grčke nakon rata

## Poveznice
- Prvi balkanski rat

## Vanjske poveznice
Sestrinski projekti
|  | Zajednički poslužitelj ima još gradiva o temi Drugi balkanski rat |